# Pseudoholostrophus impressicollis
Pseudoholostrophus impressicollis är en skalbaggsart som först beskrevs av Leconte 1874.  Pseudoholostrophus impressicollis ingår i släktet Pseudoholostrophus och familjen skinnsvampbaggar. Inga underarter finns listade i Catalogue of Life.